# 大泉原村
大泉原村（おおいずみはらむら）は三重県員弁郡にあった村。現在のいなべ市員弁町の中部にあたる。

## 地理
- 河川：員弁川、吉備川

## 歴史
- 1889年（明治22年）4月1日 - 町村制の施行により、御薗村・楚原村・畑新田・平古村・松名新田・大泉新田・北金井村の区域をもって発足。
- 1941年（昭和16年）2月11日 - 笠田村・大泉村と合併して員弁町が発足。同日大泉原村廃止。

## 交通

### 鉄道路線
- 三重交通
  - 北勢線（現・三岐鉄道北勢線）
    - 畑新田駅（1969年廃止） - 楚原駅